# هنري بي كيدر
هنري بي كيدر (بالإنجليزية: Henry P. Kidder)‏ هو مصرفي أمريكي، ولد في 18 يناير 1823، وتوفي في 28 يناير 1886.